# Kevin King (tennista)
Kevin King (Peachtree City, 28 febbraio 1991) è un tennista statunitense inattivo dal 2021.
Attivo in prevalenza nei circuiti minori, ha vinto alcuni titoli in singolare e in doppio sia nei tornei ITF che in quelli Challenger. I suoi migliori ranking ATP sono il 162º in singolare, raggiunto nel maggio 2018, e il 114º in doppio nel luglio 2014. Nel circuito maggiore ha preso parte ad alcuni tornei e il suo miglior risultato è la semifinale nel torneo di doppio all'Atlanta Open 2014.

## Statistiche

### Tornei minori

#### Singolare

##### Vittorie (6)
| Legenda tornei minori |
| Challenger (1)        |
| Futures (5)           |

| N. | Data              | Torneo                | Superficie | Avversario in finale | Punteggio |
| 1. | 17 settembre 2017 | Cary Challenger, Cary | Cemento    | Cameron Norrie       | 6–4, 6–1  |

##### Sconfitte in finale (3)
| Legenda tornei minori |
| Challenger (0)        |
| Futures (3)           |

#### Doppio

##### Vittorie (12)
| Legenda tornei minori |
| Challenger (4)        |
| Futures (8)           |

| N. | Data              | Torneo                                      | Superficie  | Compagno            | Avversari in finale                        | Punteggio           |
| 1. | 21 settembre 2013 | Quito Challenger, Quito                     | Terra rossa | Juan Carlos Spir    | Christopher Díaz Figueroa Carlos Salamanca | 7–5, 6(9)–7, [11–9] |
| 2. | 1º febbraio 2014  | Chitré Challenger, Chitré                   | Cemento     | Juan Carlos Spir    | Alex Llompart Mateo Nicolas Martinez       | 7–6(5), 6–4         |
| 3. | 18 aprile 2014    | San Luis Potosí Challenger, San Luis Potosí | Terra rossa | Juan Carlos Spir    | Adrián Menéndez Maceiras Agustín Velotti   | 6–3, 6–4            |
| 4. | 17 novembre 2019  | Champaign Challenger, Champaign             | Cemento (i) | Christopher Eubanks | Evan Hoyt Martin Redlicki                  | 7–5, 6–3            |

##### Sconfitte in finale (14)
| Legenda tornei minori |
| Challenger (3)        |
| Futures (11)          |

| N. | Data             | Torneo                                          | Superficie  | Compagno         | Avversari in finale                    | Punteggio              |
| 1. | 25 gennaio 2014  | Open Floridablanca, Bucaramanga                 | Terra rossa | Juan Carlos Spir | Juan Sebastián Cabal Robert Farah      | 6(3)–7, 3–6            |
| 2. | 24 febbraio 2017 | Morelos Open, Cuernavaca                        | Cemento     | Dean O'Brien     | Austin Krajicek Jackson Withrow        | 7–6(4), 6(5)–7, [9–11] |
| 3. | 14 luglio 2017   | Winnetka USTA Pro Tennis Championship, Winnetka | Cemento     | Bradley Klahn    | Sanchai Ratiwatana Christopher Rungkat | 6(4)–7, 2–6            |